# Yelena Yemchuk
Yelena Yemchuk (en ucraniano: Єлена Ємчук, nacida el 22 de abril de 1970) es una fotógrafa profesional, pintora y directora de cine, más conocida por su trabajo con The Smashing Pumpkins.

## Primeros años
Nacida en Kiev, Ucrania, cuando era niña Yemchuk pasaba sus veranos en el área recreativa "Gidropark" a orillas del Río Dniéper. Gidropark más tarde se convertiría en la inspiración para su libro de 2011 con el mismo nombre. Su familia se mudó a Brooklyn, Nueva York, cuando ella era adolescente. Su interés por la fotografía comenzó cuando su padre le regaló una cámara para su 14 cumpleaños. Estudió en Parsons School of Design en la ciudad de Nueva York y en Art Center College of Design en Pasadena, California.

## Carrera
Yemchuk dirigió o codirigió videos musicales para The Smashing Pumpkins. Además, ayudó con el diseño visual de los álbumes de Pumpkins Adore y Machina/The Machines of God. Sus fotografías aparecen en "Zero", The Aeroplane Flies High y Rotten Apples. Apareció en el video de la canción "Stand Inside Your Love". También proporcionó fotografías para álbumes de Savage Garden y Rufus Wainwright.
Desde 1997, se ha centrado en la fotografía de moda. Sus fotos han aparecido en Vogue Italia, Vogue Japon, The New Yorker y W. Ha realizado fotografías publicitarias y de marketing para Cacharel, Kenzo, Dries van Noten y Urban Outfitters. Ha expuesto pinturas en la Fundación Dactyl.

## Vida personal
Yemchuck vive en Brooklyn con el actor estadounidense Ebon Moss-Bachrach. La pareja tiene dos hijas.